# Меропа (плеяда)
Меро́па (др.-греч. Μερόπη, лат. Merope) — персонаж греческой мифологии, одна из плеяд, дочерей Атланта и Плейоны. Жена Сизифа, мать Главка. Самая тусклая из звёзд-Плеяд, так как стыдится своего брака со смертным.

## В мифологии
Единственная из плеяд, вышедшая замуж за смертного — коринфского царя Сизифа, родившая ему сына Главка , и сама ставшая смертной. По другой версии, жена Климена и мать Фаэтона.
В мифе о преследовании Плеяд Орионом подразумевается, что именно Меропа была тем голубем, который раз за разом погибал между Планктов, и был оживляем Зевсом.
После помещения Плеяд на небо Меропа стала самой тусклой и незаметной звездой в астеризме, ибо стыдится, что имела смертного мужа.

## Художественные параллели
В книгах Дж. К. Роулинг про Гарри Поттера имя Меропа принадлежит матери тёмного волшебника Волан-де-Морта, которая, являясь волшебницей, вышла замуж за магла (обычного человека).

## В астрономии
В честь Меропы названы
- Меропа — звезда в скоплении Плеяд
- (1051) Меропа[англ.] — астероид, открытый в 1925 году немецким астрономом Карлом Райнмутом.